# Reinhold Frank

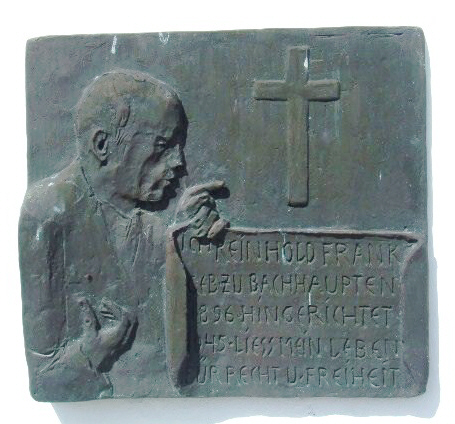
Placa comemorativa para Reinhold Frank na igreja paroquial de seu local de nascimento, Bachhaupten

Reinhold Frank (Bachhaupten, Tafertsweiler, Ostrach, 23 de julho de 1896 – Plötzensee, Berlim, 23 de janeiro de 1945) foi um advogado alemão. Participou da resistência alemã e foi condenado à morte e executado, por participação no Atentado de 20 de Julho de 1944.

## Vida
Reinhold Frank nasceu em 23 de julho de 1896 no então independente município da Província de Hohenzollern Bachhaupten, perto de Ostrach. Com sua irmã gêmea foi o mais novo dos sete filhos do agricultor católico Franz Frank e sua mulher Theresia. Frequentou o ginásio em Sigmaringen alistou-se por iniciativa própria para o serviço militar.
Depois de servir como voluntário do serviço militar na Primeira Guerra Mundial estudou direito em Freiburg im Breisgau e Tübingen. Após o estágio legal estabeleceu-se como advogado em Karlsruhe em 1923 como advogado e possuiu junto com Honold um escritório de advocacia. Reinhold Frank foi membro do Partido do Centro Alemão e foi membro do Conselho Municipal de Karlsruhe por dez meses, até sua dissolução pelos nazistas.
Reinhold Frank se opunha à ideologia nazista por convicção cristã. Várias vezes defendeu pessoas perseguidas de todas as áreas políticas e religiosas, incluindo social-democratas, padres católicos romanos acusados de comentários críticos sobre o nazismo e combatentes da resistência alsaciana. Reinhold Frank pertenceu ao círculo do grupo de resistência fundado por Carl Friedrich Goerdeler. Ele havia concordado em estar disponível em Baden em uma posição de liderança na reconstrução, se a derrubada de Hitler tivesse sucesso. Portanto, ele foi preso no dia seguinte à tentativa de assassinato de Hitler em 20 de julho de 1944. Em 12 de janeiro de 1945, o Volksgerichtshof condenou-o à morte por acusações de alta traição. A sentença de morte foi aplicada em 23 de janeiro de 1945 por enforcamento na penitenciária de Berlim-Plötzensee.
Reinhold Frank deixou sua mulher e quatro filhos. Um de seus filhos, Klaus Frank, foi até sua aposentadoria em 2005 pastor da comunidade católica de St. Martin em Ettlingen.

## Reconhecimentos

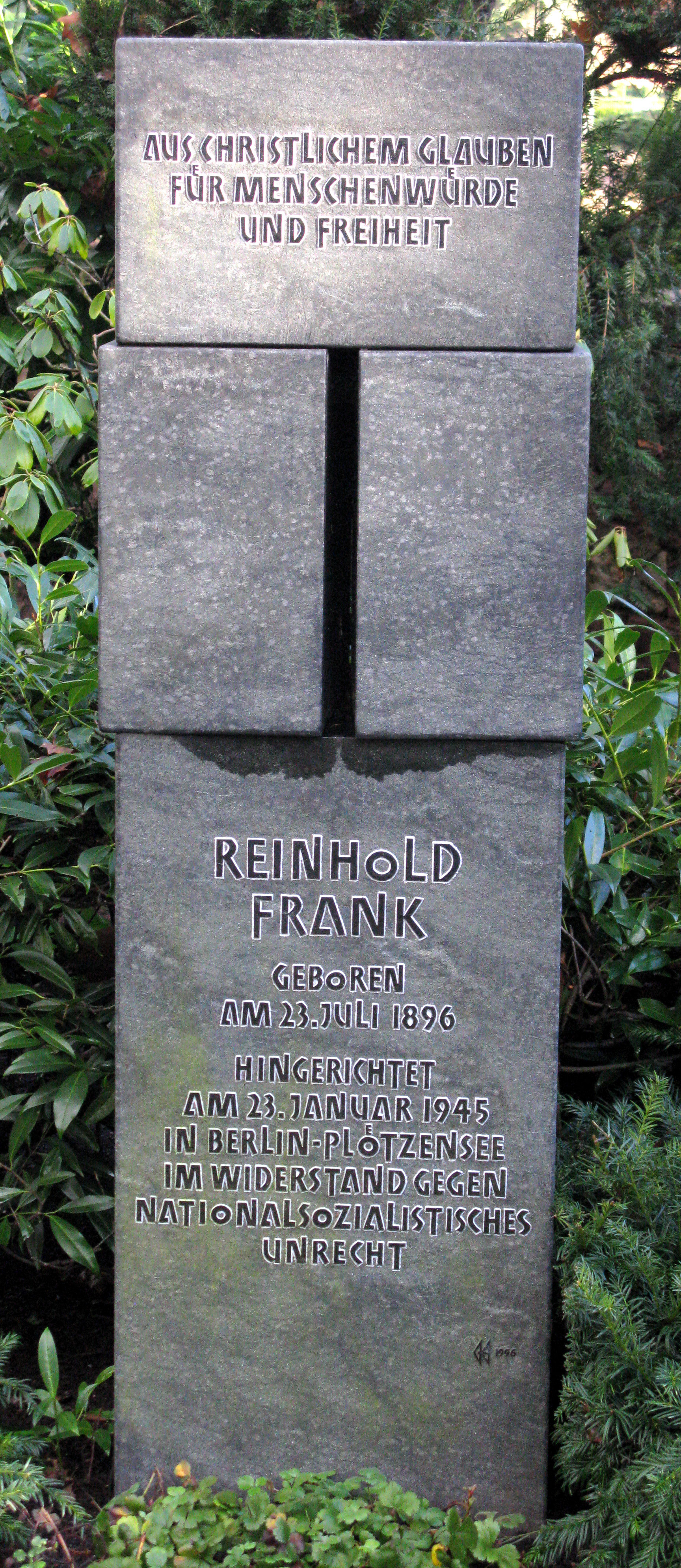
Pedra memorial no Hauptfriedhof Karlsruhe

Em sua homenagem foi erguida uma pedra memorial no Hauptfriedhof Karlsruhe com a inscrição:
Aus christlichem Glauben

für Menschenwürde und Freiheit

Reinhold Frank

Geboren am 23. Juli 1896

Hingerichtet am 23. Januar 1945

In Berlin-Plötzensee im Widerstand

Gegen nationalsozialistisches Unrecht.
A rua em que a Associação dos Advogados de Karlsruhe está localizada leva seu nome. Em Sigmaringen, onde Frank foi para a escola, também há uma rua Reinhold Frank.
Em Ostrach, o centro escolar foi renomeado em 20111 como Reinhold-Frank-Schulzentrum. Também há uma Reinhold-Frank-Straße em Ostrach.
Em Bachhaupten uma placa comemorativa na Igreja de São Miguel celebra o filho da terra e os corajosos combatentes pela liberdade e pela verdade.
A Igreja Católica incluiu Reinhold Frank como mártir no Deutsches Martyrologium des 20. Jahrhunderts.

## Palestra memorial
Palestras Memoriais Reinhold Frank (em alemão:  Reinhold-Frank-Gedächtnisvorlesungen) são realizadas desde 2000, por volta do dia 20 de julho. Os primeiros eventos foram realizados em conjunto pelas cidades de Karlsruhe e Rastatt, o Arquivo Federal (Memorial dos Movimentos da Liberdade na História Alemã em Rastatt) e a Unidade de Pesquisa "Resistência ao Nacional-Socialismo no Sudoeste Alemão" da Universidade de Karlsruhe. Desde 2009 a palestra conta com o apoio da prefeitura de Karlsruhe, juntamente com o Tribunal de Justiça Federal da Alemanha (Bundesgerichtshof), o Ministério Público Federal, a Ordem dos Advogados do Bundesgerichtshof, o Tribunal Regional Superior, a Ordem dos Advogados e o Tribunal Distrital. A orientação também foi alterada: no futuro, o exemplo de Reinhold Frank servirá para aproximar o tema da "resistência" do presente e para se concentrar nos regimes totalitários, principalmente nos países do Leste Europeu.